# Zabalburu (stacja kolejowa)
Zabalburu (hiszp: Estación de Zabalburu, baskijski: Zabalburuko geltokia) – stacja kolejowa w Bilbao, we wspólnocie autonomicznej Kraj Basków, w Hiszpanii. Jest obsługiwana przez pociągi linii C-1 i C-2 Renfe Cercanías Bilbao.
Stacja znajduje się w dzielnicy Abando, w centrum Bilbao. Stacja ta została otwarta w 2000 roku dzięki planu Bilbao Ría 2000 i jest jedną z czterech stacji kolejowych na południowej alternatywnej kolei podmiejskiej.
| Kierunek | <       | Linia | >             | Kierunek      |
| -------- | ------- | ----- | ------------- | ------------- |
| Santurce | Amézola |       | Bilbao Abando | Bilbao Abando |
| Muskiz   | Amézola |       | Bilbao Abando | Bilbao Abando |